# Itacuruba
Itacuruba es un municipio del estado de Pernambuco, Brasil. Localizado en el Sertón de San Francisco, es apodado "El Jardín Sertanejo". Tiene una población estimada, a mediados de 2021, de 5 013 habitantes.

## Historia
Hasta el siglo XVII, el sertón de la región Nordeste de Brasil era ocupado por indios pertenecientes a la familia lingüística macro-jê. A partir de ese siglo, los indios de la región actualmente ocupada por el municipio de Itacuruba pasaron a ser evangelizados por padres jesuitas. Cuando concluyó la etapa jesuita en la Isla de Sorubabel, pasó la misión a ser reemplazada por los capuchinos franceses, que en ese entonces ya realizaban otras misiones en San Francisco, en la zona de los indios Rodajas desde 1673.
En 1702 la Isla de Sorubabel se encontraba bajo la dirección del fraile Francisco Dumfront, bajo la protección de Nuestra Señora de la Esperanza. En esta misión es que se encuentran las raíces y cuna de la actual formación religiosa local, situada en la desembocadura del río Pajeú, por donde subían los indios catequizados por el frei.
Allá fue construida a principios del siglo XVIII la iglesia de la misión, en el extremo meridional de la isla. La capilla poseía un muro de piedra alrededor.
En 1792, el Río San Francisco tuvo su mayor llena de todos los tiempos. La Isla de Sorubabel fue totalmente inundada, su capilla destruida y la imagen de nuestra Señora de la Esperanza arrastrada por las aguas. En las proximidades de Petrolândia, en la hacienda Várzea Redonda, la imagen fue encontrada por pescadores. Identificada, la recogieron a la iglesia de la Freguesia de Tacaratu, donde permaneció durante 97 años.
Solo regresó a los márgenes del río cuando construyeron su capilla en la antigua Itacuruba, de la parroquia de Floresta, cuya piedra fundamental fue instalada en 1889 por el padre Miguel Arcanjo y por Manoel Quirino Leite, considerado el fundador de la ciudad. Con visión de desarrollo, consiguió que los habitantes de la región, principalmente de Bahía, se mudaran a la localidad.
La actual ciudad de Itacuruba fue proyectada en la década de 1980 para reubicar a la población que fue desplazada por la creación del Lago Itaparica (actual Represa Luiz Gonzaga). La vieja ciudad quedó sumergida a más de 20 metros de profundidad. La Nueva Itacuruba, está a 7 km del lago de Itaparica y a 12 km de la BR- 316.

## Etimología
"Itacuruba" proviene del tupí antiguo itakuruba, que significa "grano de piedra, guijarro", a través de la composición de itá (piedra) y kuruba (grano).